# Definicja niepredykatywna
Definicja niepredykatywna – w logice matematycznej definicja zawierająca element samoodniesienia. Ściślej mówiąc definicja obiektu m jest niepredykatywna, jeśli m należy do zbioru M i jednocześnie definicja m zależy od zbioru M. Wiele antynomii logicznych związanych jest z obiektami definiowanymi niepredykatywnie.
Typowym przykładem takiego obiektu jest zbiór wszystkich zbiorów, które nie są swoim elementem związany z paradoksem Russella. W tym wypadku zbiorem M jest zbiór wszystkich zbiorów. Dzielimy go na dwie części: jeden zbiór zawierający tylko te zbiory, które są swoim elementem i drugi stanowiący dopełnienie tego zbioru w M, który oznaczamy jako T (zbiór tych zbiorów, które nie są swoim elementem). Później wychodząc z założenia, że T należy do M dochodzimy do sprzeczności niezależnie od tego, do której części określonego podziału należy.
W paradoksie Richarda rozważamy zbiór M wszystkich wyrażeń języka definiujących właściwości arytmetyczne liczb naturalnych. Właściwość bycia liczbą Richarda jest definicją należącą do M i jednocześnie zależy od M.
Henri Poincaré uważał, że przyczyny powyższych paradoksów leżą w stosowaniu definicji niepredykatywnych. Jednak ograniczenie metod matematycznych jedynie do metod predykatywnych pociągnęłoby wyeliminowanie wielu matematycznych konstrukcji, które nie prowadzą do paradoksów. Na przykład definicja supremum podzbioru liczb rzeczywistych ma charakter niepredykatywny. Niepredykatywny charakter stosowanych w matematyce definicji w tym i innych przypadkach jest analizowany w książce Weylea The Continuum. 